# Погорельське сільське поселення (Велізький район)
Погорєльське сільське́ посе́лення — муніципальне утворення в складі Велізького району Смоленської області, Росія. Адміністративний центр — присілок Погорельє.
Населення — 609 осіб (2007).

## Склад
В склад поселення входять такі населені пункти — 14 присілків:
| Населений пункт | Населення, осіб (2007) |
| --------------- | ---------------------- |
| Велике Залюбище | 53                     |
| Гатчино         | 8                      |
| Долбешки        | 15                     |
| Колотовщина     | 13                     |
| Копильники      | 27                     |
| Лемеші          | 32                     |
| Мале Залюбище   | 10                     |
| Погорєльє       | 230                    |
| Самусенки       | 4                      |
| Синичино        | 22                     |
| Триково         | 1                      |
| Чеплі           | 192                    |
| Шахино          | 1                      |
| Шитики          | 1                      |

Колишні населені пункти — Мальково, Руковщина.
| Смоленська область | Це незавершена стаття про Смоленську область. Ви можете допомогти проєкту, виправивши або дописавши її. |